# Rahu tänav
Rahu tänav è un film del 1991 diretto da Roman Baskin.